# Mary Martin
Mary Virginia Martin (Weatherford, Texas; 1 de diciembre de 1913-Rancho Mirage, California; 3 de noviembre de 1990) fue una actriz teatral y cinematográfica estadounidense, ganadora de  Premios Tony. Entre los papeles que le dieron fama se encuentra el de Nellie Forbush en South Pacific y el de María en The Sound of Music. Fue nombrada Kennedy Center Honoree en 1989.

## Biografía

### Primeros años
Nacida en Weatherford, Texas, la infancia de Martin, según ella misma describe en su autobiografía My Heart Belongs, fue feliz y segura. Tuvo relaciones muy estrechas con sus padres y con su hermana. Su autobiografía detalla cómo la joven actriz tenía un oído instintivo para recrear sonidos musicales.
El padre de Martin, Preston Martin, era abogado, y su madre, Juanita Presley, profesora de violín. Tenía una hermana mayor, Geraldine (1902-1979). Sus padres habían tenido otro hijo más, Raymond, que falleció con un día de vida en 1911.

### Matrimonio
Martin se comprometió con Benjamin Jackson Hagman estando en la high school, antes de ser mandada al Ward-Belmont Collage en Nashville, Tennessee. Además de imitar a Fanny Brice cantando, pensaba que la escuela era aburrida, y se sentía confinada por las reglas estrictas. Echaba de menos Weatherford, a su familia y a Hagman. Durante una visita, Mary y Benjamin convencieron a la madre de Mary para que les permitiera casarse. Se casaron, ella con 17 años, y Martin quedó embarazada de su primer hijo, el actor Larry Hagman, lo que la forzó a abandonar la escuela. Empezó una nueva vida, y para ella no había nada mejor que la interpretación. 
Debido a su juventud, la luna de miel tuvo lugar en casa de sus padres. El vivir en la casa paterna tras su matrimonio la desanimó, pero su hermana le sugirió que enseñara baile. Martin abrió un estudio de danza. Aquí creó sus propios movimientos, imitando a los famosos bailarines que ella veía en las películas. 

### Inicios de su carrera
Deseando aprender más sobre la danza, Martin se trasladó a California para aprender en una academia de baile, abriendo su propio estudio en Mineral Wells, Texas. Aquí aprendió a cantar con un micrófono y a frasear canciones de blues. 
Tras el incendio de su estudio, dejó todo y viajó a Hollywood. En Hollywood Martin se sometió a numerosas pruebas. Su primera prueba y trabajo profesionales llegaron para una emisora de radio nacional. Cantó en un programa llamado “Gateway to Hollywood”. Tras diversas pruebas, Oscar Hammerstein II oyó a Martin cantar una de sus canciones, alabando su interpretación. Este momento marcó el inicio de su carrera.

### Carrera posterior
Mary Martin luchó durante casi dos años para lograr el éxito en el mundo del espectáculo. Empezó una carrera cantando en la radio en Dallas y en clubes de Los Ángeles. Su actuación en un club impresionó a un productor teatral, y fue elegida para trabajar en una obra en Nueva York. Esa producción no llegó a estrenarse, pero consiguió un papel en la obra de Cole Porter Leave It to Me!. Con dicha obra se hizo popular en Broadway y consiguió la atención de los medios nacionales cantando "My Heart Belongs to Daddy". 
Aunque actuó en nueve filmes en su carrera. Ella explicaba que no disfrutaba rodando películas, pues no tenía la "conexión" con la audiencia que existía en el teatro. Su interpretación más ajustada a la teatral fue en televisión, con Peter Pan. Aunque no disfrutaba con las versiones cinematográficas, aparentemente sí lo hacía con las adaptaciones televisivas, las cuales interpretó con frecuencia.
Martin hizo su última actuación en 1980 en Londres, interpretando a "Honeybun", de South Pacific.

## Fallecimiento
En 1982 sufrió un accidente de tráfico, que le ocasionó lesiones graves y en el cual falleció el agente de prensa Ben Washer. Gaynor y su marido Paul Gregory, 61, y Martin y su agente de prensa, Ben Washer, 76, viajaban en un taxi cuando chocaron contra una furgoneta.
Mary Martin falleció a los 76 años a causa de un cáncer colorrectal en su domicilio de Rancho Mirage, California, en 1990.
Está enterrada en el Cementerio East Greenwood de Weatherford, Texas.

## Actuaciones

### Teatro
- Leave It to Me! (1938) (Broadway)
- One Touch of Venus (1943) (Broadway)
- Pacific 1860 (1946) (Londres)
- Lute Song (1946) (Broadway)
- Annie Get Your Gun (1947) (gira nacional)
- South Pacific (1949) (Broadway)
- South Pacific (1951) (Londres)
- Kind Sir (1953) (Broadway)
- Peter Pan (1954) (Broadway)
- The Skin of Our Teeth (1955) (Broadway, Washington D. C., y París)
- The Sound of Music (1959) (Broadway)
- Jennie (1963) (Broadway)
- Hello, Dolly! (1965) (Londres y gira mundial)
- I Do! I Do! (1966) (Broadway y gira nacional)
- Together on Broadway: Mary Martin & Ethel Merman (1977) (Broadway)
- Do You Turn Somersaults? (1978) (Broadway y gira nacional)
- Legends! (1986) (gira nacional)

| - The Great Victor Herbert (1939) - Fashion Horizons (1940) (corto) - Rhythm on the River (1940) - Love Thy Neighbor (1940) - Kiss the Boys Goodbye (1941) - New York Town (1941) - Birth of the Blues (1941) - Star Spangled Rhythm (1942) - Happy Go Lucky (1943) - True to Life (1943) - Night and Day (1946) - Main Street to Broadway (1953) | - America Applauds: An Evening for Richard Rodgers (1951) - The Ford 50th Anniversary Show (1953) - Salute to Rodgers and Hammerstein (1954) - Noel Coward & Mary Martin - Together With Music (1955) - Producers' Showcase: Peter Pan (dos veces, en 1955 y 1956) - Annie Get Your Gun (1957) - Magic with Mary Martin (1959) - Peter Pan (1960) - Mary Martin: Hello, Dolly! Round the World (1966) - Mary Martin at Eastertime (1966) - Valentine (1979) - Over Easy (presentadora entre 1981-1983) |